# Reprezentacja Irlandii w hokeju na trawie kobiet
Reprezentacja Irlandii w hokeju na trawie kobiet – żeńska reprezentacja narodowa w tej dyscyplinie.

## Osiągnięcia

### Igrzyska olimpijskie
- 1994-2016 nie uczestniczyła
- 10. miejsce - 2020
- nie uczestniczyła - 2024

### Mistrzostwa świata
- nie uczestniczyła - 1974
- nie uczestniczyła - 1976
- nie uczestniczyła - 1978
- nie uczestniczyła - 1981
- nie uczestniczyła - 1983
- 12. miejsce - 1986
- nie uczestniczyła - 1990
- 11. miejsce - 1994
- nie uczestniczyła - 1998
- 15. miejsce - 2002
- nie uczestniczyła - 2006
- nie uczestniczyła - 2010
- nie uczestniczyła - 2014
- 2. miejsce - 2018
- 11. miejsce - 2022
- nie uczestniczyła - 2018
- 11. miejsce - 2022

### Mistrzostwa Europy
- 5. miejsce - 1984
- 7. miejsce - 1987
- 8. miejsce - 1991
- 8. miejsce - 1995
- 9. miejsce - 1999
- 6. miejsce - 2003
- 5. miejsce - 2005
- 6. miejsce - 2007
- 5. miejsce - 2009
- 6. miejsce - 2011
- 7. miejsce - 2013
- nie uczestniczyła - 2015
- 6. miejsce - 2017
- 5. miejsce - 2019
- 6. miejsce - 2021
- 5. miejsce - 2023
- 8. miejsce – 2025